# Pêche en kayak

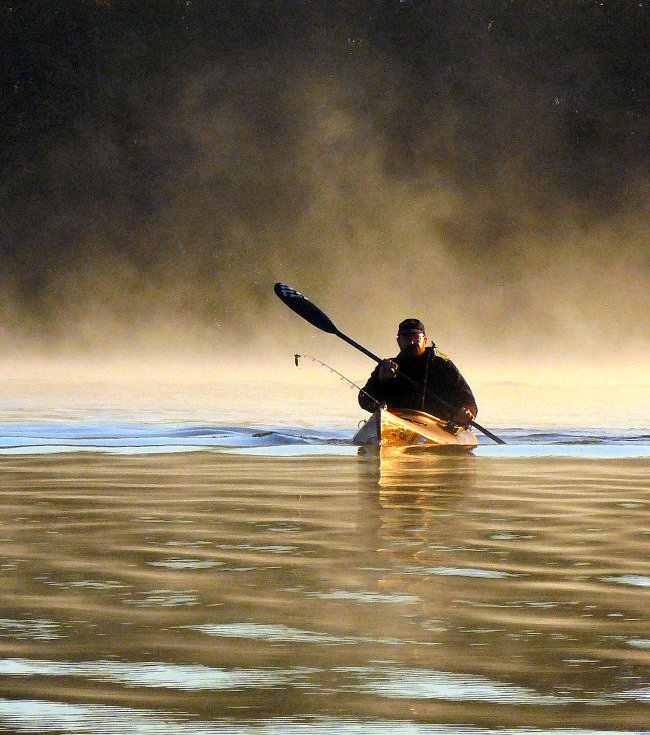
Pêcheur en kayak

La pêche en kayak est une activité populaire qui désigne les activités de pêche sportive à partir d'un kayak. Historiquement, le kayak était utilisé par les Inuits pour le transport et la chasse (à l'aide d'un harpon). À l'époque contemporaine, le kayak a gagné en popularité comme embarcation de pêche en mer, en lacs et rivières, en raison de utilité pratique (maniabilité, légèreté) et de son prix peu élevé.
Depuis 2010, cette pratique se développe rapidement et nombre de fabricants de kayak se sont adaptés à ces nouveaux clients. le matériel ainsi produit de série dispose de systèmes techniques développés spécifiquement pour la Pêche En Kayak (la PEK comme acronyme). Porte canne, vivier, puits de sonde pour équiper les embarcations de sondeurs voire de combinés sondeur et GPS sont les attributs "normaux" des nouvelles générations de kayak de pêche.
Attention, tous les kayaks ne sont pas homologués à la pratique de la pêche. Il convient de se renseigner auprès des autorités compétentes ou en consultant ces documents .

## Histoire

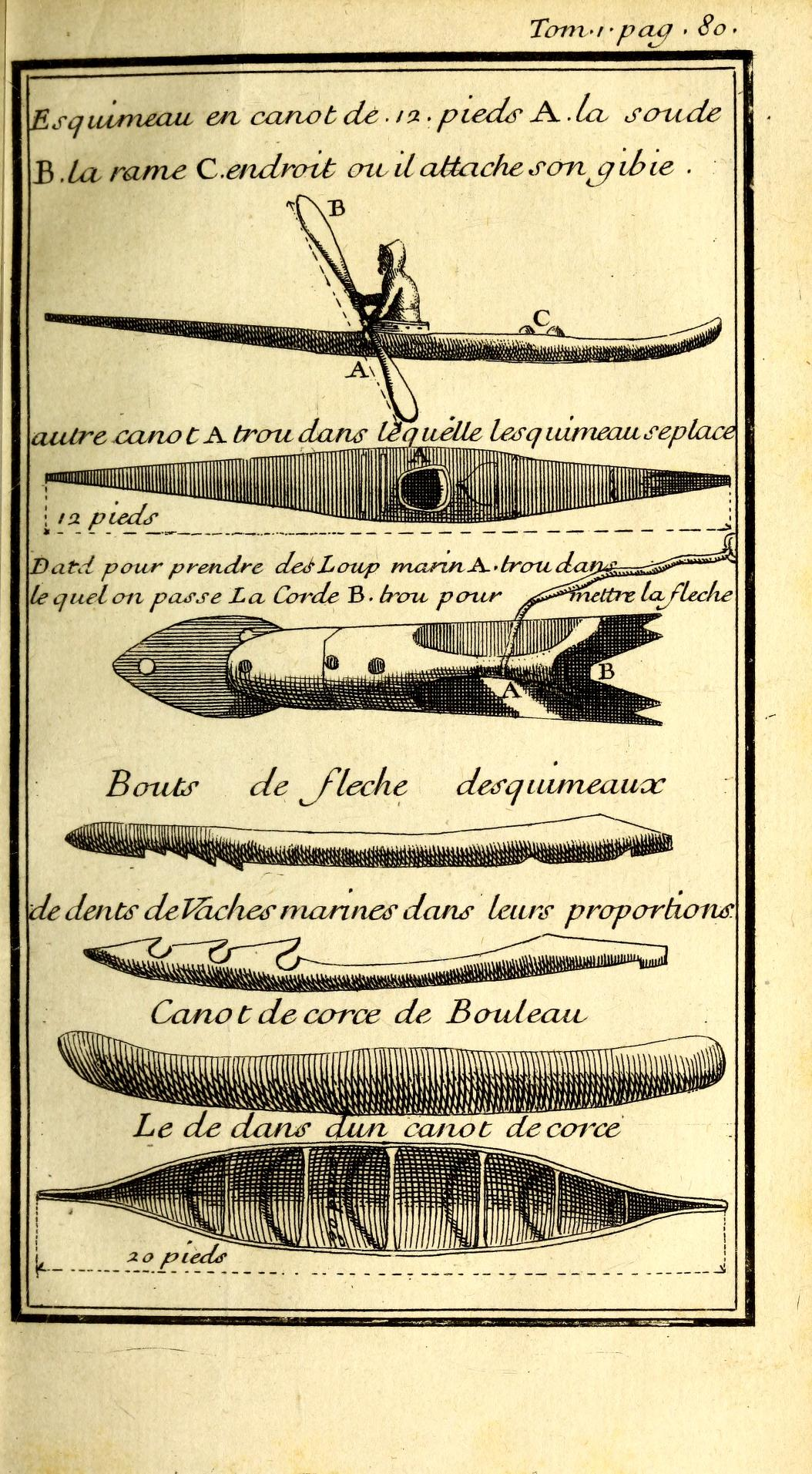
Représentations de canoes, de kayaks esquimaux et de harpons en 1722

Bien que le kayak traditionnel était utilisé par les Inuits principalement pour la chasse (mammifères marins) et non la pêche, le kayak moderne est devenu récemment une embarcation destinée à la pratique de la pêche sportive, aussi bien en mer que sur lacs et rivières : pêche à la ligne et au lancer, pêche à la traîne, palangrotte, mitraillette. Les avantages du kayak sont nombreux par rapport au bateau à moteur : moins onéreux, facilité de transport et de mise à l'eau, discrétion (bruit), faible tirant d'eau (permettant d'approcher au plus près des rives), législation. 
Depuis 2010, les pêcheurs sportifs au leurre, autrement appelés PEKeux (Pêcheurs en Kayak) deviennent de plus en plus nombreux et se regroupent sur ce thème sur divers forums et blogs spécialisés. Des compétitions ont commencé à voir le jour lors des rencontres plus traditionnels de pêche en bateau, une catégorie Kayak étant introduite. 
Depuis 2013, des rencontres spécifiques ont été mises en place avec des rassemblements de grande ampleur (près de 100 kayaks sur une même rencontre). 
Un trophée en trois manche, la "Sea Kayak Fishing" ayant même vu le jour en 2015. 
Une réglementation propre à la pratique de ce sport, dans la "Division 240" des règles relatives à la navigation de plaisance, fixe le cadre légal de l'utilisation de ce type d'embarcations.

## Matériel moderne

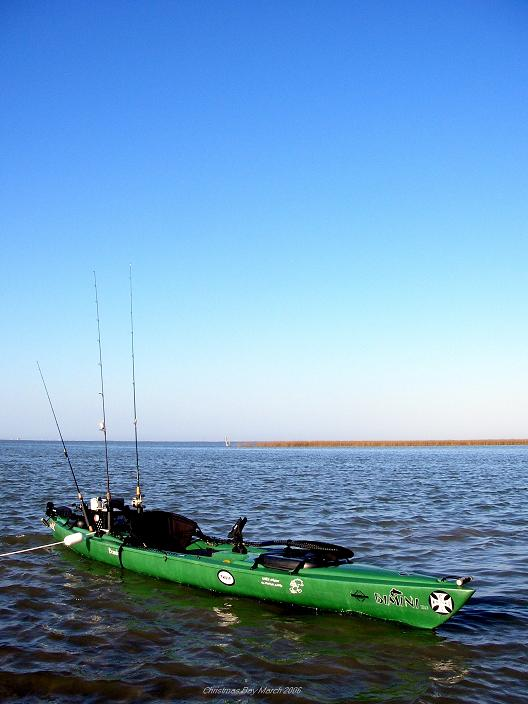
Kayak sit-on-top équipé pour la pêche

Les kayaks ouverts (sit on top) sont notamment privilégiés par les pêcheurs, en raison de leur facilité de pratique et d'aménagement. Des équipements de kayak sont spécifiques à la pêche : rail de ligne d'ancre, compartiments et boites de rangement, porte-cannes, écho-sondeur, stabilisateurs, propulsion par pédalage.

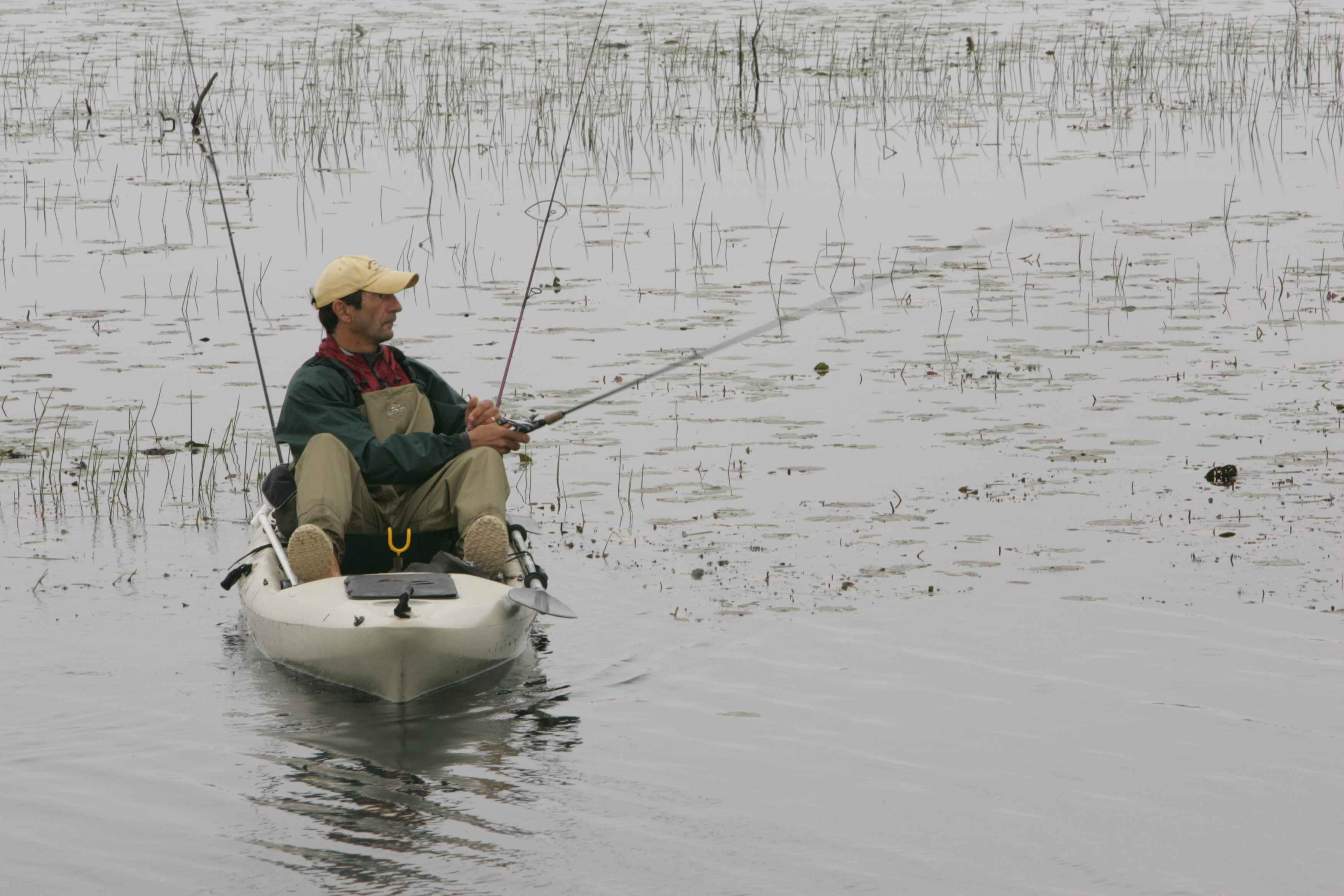